# Municipio de Jackson (condado de Anderson)
El municipio de Jackson (en inglés: Jackson Township) es un municipio ubicado en el condado de Anderson en el estado estadounidense de Kansas. En el año 2010 tenía una población de 459 habitantes y una densidad poblacional de 5,2 personas por km².

## Geografía
El municipio de Jackson se encuentra ubicado en las coordenadas 38°17′47″N 95°18′48″O / 38.29639, -95.31333. Según la Oficina del Censo de los Estados Unidos, el municipio tiene una superficie total de 88.2 km², de la cual 87,67 km² corresponden a tierra firme y (0,6 %) 0,53 km² es agua.

## Demografía
Según el censo de 2010, había 459 personas residiendo en el municipio de Jackson. La densidad de población era de 5,2 hab./km². De los 459 habitantes, el municipio de Jackson estaba compuesto por el 99,78 % blancos, el 0,22 % eran afroamericanos. Del total de la población el 1,31 % eran hispanos o latinos de cualquier raza.